# Tremblement oculaire

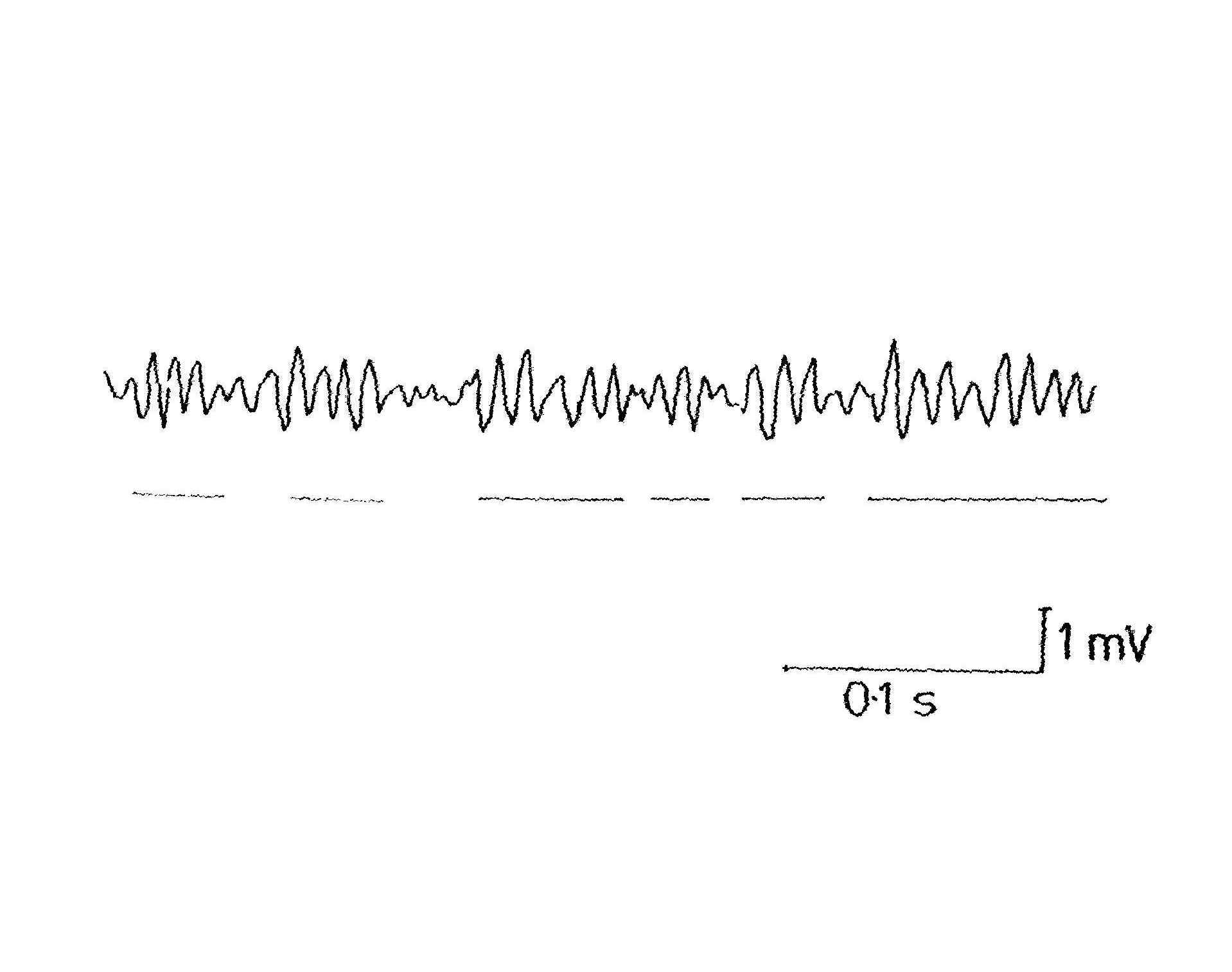
Tremblement oculaire

Le tremblement ou micro tremblement oculaire est un tremblement rapide de l'œil. Sa fréquence varie de 20 à 150 hertz avec moyenne vers 84 Hz. Son amplitude est faible, de 15 à 200 microradians, à comparer avec le pouvoir de résolution maximale de la vision humaine, d'environ 300 µrd.